# Another Girl, Another Planet
Another Girl, Another Planet är en rocklåt av den engelske sångaren och låtskrivaren Peter Perrett. Låten släpptes som The Only Ones andra singel (med b-sidan Special View) den 14 april 1978  och senare på gruppens första album The Only Ones. 
Trots sin starka melodi blev den ingen större hit. Dock uppmärksammade den av legendariske John Peel vid BBC . Med åren har låten blivit en klassiker, och den figurerar ofta på listor av typen "de 100 bästa rocklåtarna". Många rockband har spelat eller spelat in låten, exempelvis The Replacements, The Cure, The Lightning Seeds, The Libertines, Belle & Sebastian och Blink-182. The Only Ones spelar fortfarande låten regelbundet vid sina konserter. 